# La dama del armiño
La dama del armiño (en italiano, La dama con l'ermellino) es un cuadro del pintor renacentista italiano Leonardo da Vinci, realizado hacia 1490. La modelo ha sido identificada como Cecilia Gallerani, retratada cuando era la amante de Ludovico Sforza, duque de Milán y cuando Leonardo estaba a su servicio. El cuadro es uno de los cuatro retratos femeninos pintados por Leonardo, siendo los otros La Gioconda, el Retrato de Ginevra de Benci y La Belle Ferronière.
La pintura fue adquirida a finales del siglo XVIII por el príncipe Adam Jerzy Czartoryski y desde entonces ha permanecido en posesión de esa familia, que desde 1876 lo exponía en el Museo Czartoryski de Cracovia (Polonia). Desde diciembre de 2016 la obra es propiedad del gobierno polaco, tras su adquisición a los herederos de la familia Czartoryski.
Debido a la remodelación del Museo Czartoryski, el cuadro estuvo desde mayo del 2012 hasta el 30 de abril de 2017 en el Castillo de Wawel. Tras pasar a titularidad estatal, se expuso desde el 19 de mayo de 2017 hasta el 20 de diciembre de 2019 en el Museo Nacional de Cracovia, cuando terminaron las obras en el Museo Czartoryski que la hicieron retornar a su institución original.

## Identidad y simbolismo
Desde, al menos, finales del siglo XIX, la mayoría de los expertos han querido ver identificada a una jovencísima Cecilia Gallerani, quien, al poco tiempo de instalarse en la corte de Ludovico Sforza en Milán, se convirtió en la amante favorita del duque. Además, Cecilia fue una de las pocas mujeres con las que Leonardo estableció una amistad cercana.
Cecilia Gallerani nació en 1473 en el seno de una familia sienesa que no pertenecía a la nobleza. Su padre, Fazio  Gallerani, trabajaba en la corte de Milán como embajador de Florencia y su madre, Margherita Busti, era hija de un abogado. Cuando Cecilia llegó a la corte de Milán, a principios de 1489, tan sólo tenía 15 años, y se convirtió inmediatamente en la amante preferida del duque hasta su matrimonio con Beatriz de Este en 1491. Cecilia era conocida por su belleza y sus grandes dotes, especialmente para la literatura y la música. Fue llamada «Musa» y «Donna docta», e incluso fue comparada con destacadas mujeres de la Antigüedad clásica, como Aspasia de Mileto, esposa de Pericles, o Axiotea, alumna de Platón.
Durante el tiempo que residió en la corte de Sforza, Cecilia practicaba el latín, escribía poemas en italiano, mantenía conversaciones de teología, y participaba en otras actividades de la humanista corte, como asistir a tertulias filosóficas. En torno a 1490, Ludovico encomendó a Leonardo da Vinci un retrato de la joven, siendo uno de sus primeros encargos como pintor oficial de la corte. No obstante, al poco tiempo de terminar el retrato, cuando Cecilia tenía 17 años, quedó embarazada de Ludovico. Su hijo, llamado Cesare, nació el 3 de mayo de 1491, unos pocos meses después de la boda entre el duque y Beatriz, celebrada el 16 de enero de ese año. Aunque Ludovico intentó mantener a Cecilia unos meses más en la corte —lo que le acarreó numerosas críticas por parte de su esposa y, especialmente, de su suegro, quien ya le había estado presionando para celebrar de inmediato la boda—, finalmente fue casada con Ludovico Carminati de Brambilla, conde de Bergamino. Cecilia se convirtió en condesa Bergamino Visconti, y como regalo de su hijo Cesare, el duque envió a los dos al palacio de Carmagnola, residencia de Carminati. El 26 de abril de 1498, la duquesa de Mantua, Isabel de Este, solicitó el préstamo del retrato a Cecilia para compararlo con las obras de Bellini:

Señora Cecilia Bergamine 

Madonna Cecilia, tras haber podido contemplar hoy en la mañana ciertos bellos retratos de Joanne Bellini, nos hemos acordado de las obras de Leonardo y tenemos el deseo de establecer una comparación con éstas. Y al recordar que él ha realizado un retrato de Su Señoría al natural, le rogamos que por el presente caballero (al cual mandamos a propósito por esta razón) consintáis enviar vuestro retrato porque con él se podrá establecer la comparación con otras obras, y además también contemplaremos con agrado vuestro rostro. Y tan pronto como se haya efectuado la equipación, os lo devolveremos. Tras la petición de ser complacida por Su Señoría, nos ofrecemos a satisfacer lo que pueda ser de su agrado. Dada en Mantua, el 26 de abril de 1498.

Tres días más tarde, Cecilia accedió a la petición y envió el retrato desde Milán, siendo devuelto casi un mes más tarde. Isabel se enamoró de la pieza e hizo todo lo posible por conseguir que Leonardo la retratase, objetivo que nunca alcanzó; tuvo que contentarse con un dibujo a pluma del maestro (París, Museo del Louvre). Cecilia Gallerani siguió conservando el retrato hasta su muerte en 1536, a la edad de 63 años. Fue celebrada como poeta en italiano y en latín, elogiada por el novelista Matteo Bandello como «gran lume de la lingua italiana».

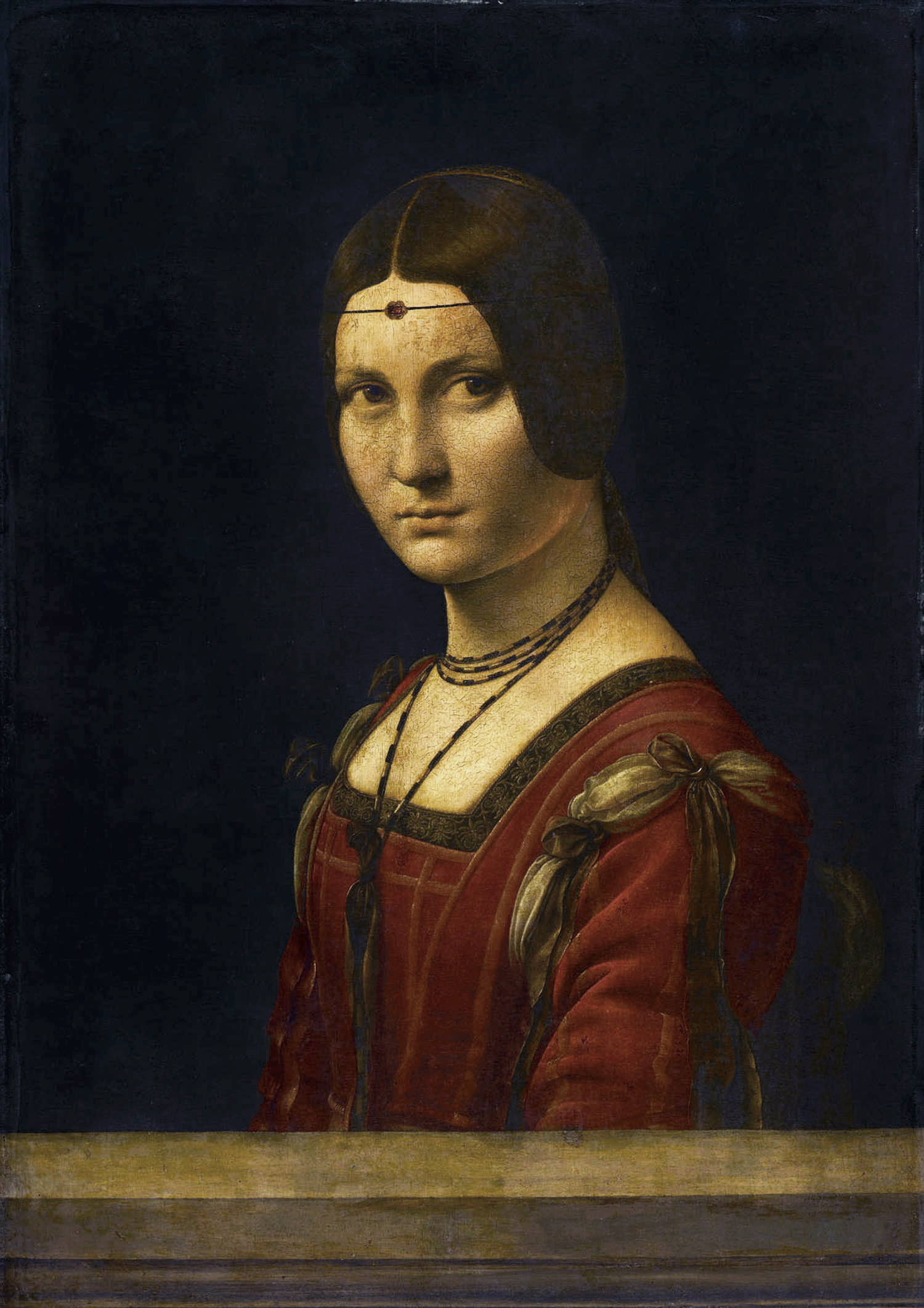
La Belle Ferronière, de Leonardo da Vinci. La modelo de este retrato ha sido correctamente identificada con Lucrezia Crivelli, otra amante de Sforza. No obstante, en ocasiones se ha creído el retrato una Cecilia Gallerani más madura. París, Museo del Louvre.

No obstante, otros nombres propuestos por los expertos han sido Ginevra de Benci —a pesar de que el vestido que luce en el retrato pintado por Leonardo es incompatible con la moda milanesa—, Blanca María Sforza, esposa del emperador Maximiliano I, Beatriz de Este, esposa de Ludovico, o Ana de Bretaña, esposa de Luis XII de Francia. Sin embargo, la documentación técnica ha corroborado que la retratada del cuadro es efectivamente Cecilia Gallerani, identificación universalmente aceptada.
También ha sido objeto de controversia el pequeño animal, perteneciente a la familia de los mustélidos. A pesar de que algunos han querido ver una garduña, una comadreja, un hurón o un turón albino, la tesis más aceptada es que se trata de un armiño. Al margen de la especificación zoológica, en el cuadro tiene una función principalmente simbólica: es una indudable alusión tanto a Ludovico Sforza, como a Cecilia Gallerani. Por un lado, el duque era llamado en ocasiones «Ermellino» (armiño, en italiano), apodo relacionado con el hecho de que en 1488 le fuese concedida la Orden del Armiño. Además, en un dibujo de Leonardo (h. 1490, Cambridge, Fitzwilliam Museum) aparece representado un cazador con un armiño que prefiere ser atrapado antes que atravesar el círculo de barro en el que está encerrado, completando así el lema «Malo mori quam foedari» (mejor morir que mancillarse). Este dibujo ha sido relacionado con un proyecto de medalla para Ludovico.
Por otro lado, el apellido de Cecilia coincide parcialmente con el nombre del armiño (gale). Este recurso ya fue utilizado por Leonardo en su Retrato de Ginevra de Benci, siendo la representación de un enebro (ginepro) detrás de Ginevra, una alusión a su nombre. Además, como Cecilia, el armiño es un símbolo de belleza y de pureza, en referencia al lema que reprodujo Leonardo en su dibujo. Por lo tanto, el armiño tiene pleno sentido en este retrato alegórico.
La pintura fue adquirida por Adam Jerzy Czartoryski, hijo de Izabela Czartoryska y de Adam Kazimierz Czartoryski en Italia en 1798 y se integró en la colección de la familia Czartoryski en 1800. La inscripción sobre la esquina superior izquierda de la pintura, LA BELE FERIONIERE. LEONARD D'AWINCI., fue probablemente añadida por un restaurador poco después de su llegada a Polonia.  Después de estar escondido en los subterráneos de un castillo, el cuadro fue encontrado en 1939, requisado por los soldados nazis que habían invadido Polonia y enviado al museo del Kaiser Friedrich en Berlín. En 1940 Hans Frank, el gobernador general de Polonia, demandó que se restituyera a la villa de Cracovia, y allí estuvo colgada en sus oficinas. Al final de la Segunda Guerra Mundial, las tropas aliadas descubrieron la pintura en la mansión de Frank en Baviera. Cuando fue recuperado tenía en un ángulo la huella de un talón. Fue devuelto a Polonia, y en 1991 el gobierno del país acordó su devolución a sus legítimos propietarios, la familia Czartoryski, junto con el resto de su ingente colección histórica, hasta que en 2016 ambas partes llegaron a un acuerdo para la permanencia de todo el conjunto como bien público mediante una compraventa por 100 millones de euros. Se ha mantenido expuesto en el museo de la familia en Cracovia.

## Análisis del cuadro
Se cree que la obra representa a Cecilia Gallerani, la amante de Ludovico Sforza, duque de Milán. La pintura es uno de los cuatro retratos de mujer pintados por Leonardo, siendo los otros tres La Gioconda, el retrato de Ginevra de' Benci y el de la Belle Ferronière. A pesar de ciertos daños - una puerta al fondo fue cubierta para mostrar un fondo oscuro liso, un velo transparente sobre la cabeza del modelo fue repintado convirtiéndolo en un peinado extravagante y varios dedos fueron repintados groseramente-, se encuentra en mejores condiciones que otras pinturas de Leonardo. Algunos daños los sufrió durante la Segunda Guerra Mundial.
Leonardo conoció a Cecilia Gallerani en Milán en 1484 puesto que ambos habitaban el Castillo Sforzesco, el palacio de Ludovico Sforza llamado "el Moro". Era la amante del duque; joven y bella (tenía solamente 16 años), Cecilia interpretaba música y escribía poesía. Era apreciada, pues, además de por su belleza, por su talento e inteligencia.
Sostiene en sus manos y acaricia lo que normalmente se ha considerado un armiño, representado con precisión y vivacidad.
Se han dado numerosas interpretaciones a la presencia de este animal. Los armiños se asociaban con la aristocracia, y la relación de Cecilia con este símbolo puede haber sido intencional. Se ha entendido como símbolo de pureza por su pelo blanco; en los bestiarios medievales, el armiño representaba algunas virtudes como el equilibrio y la tranquilidad, de manera que intencionadamente Leonardo estaría transfiriendo esas virtudes a Cecilia Gallerani, gracias también a la actitud prácticamente idéntica de la dama y del animal. Igualmente puede entenderse como alusión a Ludovico, en cuyo emblema estaba «L'Ermellino», un pequeño armiño. Puede entenderse como un retruécano sobre su nombre (en griego el armiño es galé, lo que evocaba el nombre de Gallerani).
Otra posible interpretación del significado del armiño puede ser una referencia al mítico nacimiento de Heracles. Galantis, una sirvienta de Alcmena, ayudó a esta a dar a luz a Heracles, en contra de los deseos de Hera, la madrastra de Heracles. Como castigo, Hera convirtió a Alcmena en un armiño. Es posible que el cuadro hiciera referencia al embarazo de Cecilia, ya que en la cultura renacentista italiana se creía que las comadrejas protegían a las mujeres embarazadas, del mismo modo que Ludovico, el llamado L'Ermellino, protegía a Cecilia.
Hablando apropiadamente, el animal de la pintura tampoco parece exactamente un armiño, sino más bien un hurón blanco, un animal favorito en la Edad Media debido a la facilidad para ser localizado en la maleza espesa. Esta es la conclusión a la que han llegado diversos etólogos que han examinado el cuadro prestando particular atención a la fisonomía del animal. El armiño es un animal salvaje, difícilmente amaestrable, por lo que sería muy difícil haberlo podido utilizar como modelo para un cuadro de Leonardo que era notoriamente lento y reflexivo a la hora de pintar. Por el contrario, el hurón puede ser domesticado casi como un gato, además de ser un animal relativamente fácil de encontrar en la campiña lombarda de la época (a diferencia del armiño que prefiere climas más rigurosos).
Como en muchos retratos de Leonardo, la composición implica una espiral piramidal y el sujeto es captado moviéndose mientras gira hacia la izquierda, reflejando la preocupación que Leonardo tuvo toda su vida por la dinámica del movimiento. El retrato en tres cuartos de perfil fue una de sus muchas innovaciones. El poeta cortesano del Moro, Bernando Bellincioli, fue el primero que sugirió que Cecilia posara como si estuviera escuchando a alguien que está fuera del cuadro. Al mismo tiempo, tiene la imperturbabilidad solemne de una estatua antigua.
Una imperceptible sonrisa se sugiere en los labios de Cecilia: para expresar un sentimiento Leonardo prefería sugerir las emociones más que presentarlas de forma explícita.
Esta obra en particular muestra la habilidad de da Vinci al pintar la forma humana. La mano extendida de Cecilia fue pintada con gran detalle. Da Vinci pinta el contorno de cada uña, cada arruga de los nudillos, incluso la flexión del tendón en el dedo doblado. Da Vinci había practicado el dibujo de retratos de personas con animales en sus diarios muchas veces para perfeccionar sus retratos.
Los rayos X revelan que anteriormente había pintada una ventana sobre la derecha de la dama; de ahí la luz tan intensa y el efecto de los reflejos que hoy vemos.

## En la ficción
Esta pintura de Leonardo inspiró la parodia Mujer sosteniendo un hurón de Leonard de Quirm en la serie de libros Mundodisco.
La película polaca Vinci (2004) gira en torno a un robo de este cuadro.
La pintura también aparece en la cubierta de la caja 15 Years After Enigma (2005).
También forma parte esencial de la trama de la novela "Patria", de Robert Harris (1992).
En la película The Monuments Men se ve cómo es rescatada esta obra al final de la Segunda Guerra Mundial, cuando las tropas Aliadas descubrieron la pintura en la mansión de Frank en Baviera. (2014)